# Injerto (medicina)
Un injerto médico es un procedimiento quirúrgico para trasladar tejido de una parte del cuerpo a otra, o de una persona a otra, sin llevar su propio riego sanguíneo con él. En lugar de eso, crece una nueva irrigación sanguínea en la zona donde se coloca. La técnica similar donde el tejido es transferido con la irrigación sanguínea intacta se denomina colgajo. En algunas ocasiones un injerto puede ser un dispositivo creado artificialmente, como por ejemplo los tubos para llevar el fluido sanguíneo a través de una malformación o desde una arteria a una vena usados en hemodiálisis.

## Tipos de injertos
El término injerto es sobre todo aplicado a los injertos de piel, sin embargo pueden ser injertados muchos tipos de tejidos: piel, huesos, nervios, tendones, neuronas, vasos sanguíneo, grasa, y la córnea son tejidos comúnmente injertado hoy en día.
Entre estos tipos destacan, por ser los más frecuentes:
- Injerto de piel es normalmente usado para el tratamiento de pérdidas de piel debidas a heridas, quemaduras, infección, o cirugía. Cuando la piel está dañada, se retira, y se injerta piel nueva en su lugar. Los injertos de piel pueden reducir la duración del tratamiento y la hospitalización necesaria, y también pueden mejorar funciones y el aspecto.
- Injerto óseo se usa en implantes dentales, así como en otros procedimientos. El hueso puede ser autotrasplantado, normalmente obtenido de la cresta ilíaca de la pelvis, o de un banco de huesos.
- Injerto vascular es el uso de vasos sanguíneos trasplantados o protésicos en procedimientos quirúrgicos.
- Injerto capilar, conocido como trasplante de cabello, es un procedimiento médico diseñado para restaurar áreas de pérdida de cabello en el cuero cabelludo[1]Este procedimiento se utiliza comúnmente en casos de calvicie hereditaria o alopecia androgenética, así como en otras condiciones médicas que causan la pérdida de cabello.[2]Normalmente se quitan partes de la zona del glúteo medio.

## Motivos de rechazo
- Desarrollo de un hematoma (una concentración de sangre).
- Aparición de infección.
- Desarrollo de un Seroma (una concentración de fluido).
- Tensiones cortantes que interrumpen el crecimiento del nuevo riego sanguíneo.
- Lecho inadecuado para que la nueva irrigación sanguínea pueda crecer, tales como cartílago, tendones, o hueso